# Jim Rigsby
James William „Jim“ Rigsby (* 6. Juni 1923 in Spadry, Arkansas; † 31. August 1952 in Dayton, Ohio) war ein US-amerikanischer Autorennfahrer.

## Karriere
Rigsby war von Beruf Hummerfischer. Neben Sprintcar-Rennen startete er zwischen 1950 und 1952 in 14 Rennen zur AAA National-Serie. Sein bestes Ergebnis waren zwei vierte Plätze, die er 1952 in Milwaukee und Springfield einfuhr.
In Indianapolis stand Ringby einmal am Start. Nachdem er sich 1950 nicht qualifizieren konnte, erreichte er 1952 mit einem Rückstand von 16 Sekunden auf den Sieger Troy Ruttman den 12. Rang. Da das Rennen damals mit zur Fahrerweltmeisterschaft zählte, steht für ihn auch ein Grand-Prix-Start in der Statistik.
Er verunglückte im selben Jahr, bei einem Sprint-Car-Race in Dayton, tödlich.

## Statistik

### Indy-500-Ergebnisse
| Jahr | Startnr. | Start | Qual. (km/h) | Ergebnis | Runden | Führung | Ausfall |
| ---- | -------- | ----- | ------------ | -------- | ------ | ------- | ------- |
| 1950 | 85       | DNQ   |              |          |        |         |         |
| 1952 | 29       | 26    | 215,472      | 12       | 200    | 0       |         |

| Legende  | Legende            | Legende                                                          |
| Farbe    | Abkürzung          | Bedeutung                                                        |
| -------- | ------------------ | ---------------------------------------------------------------- |
| Gold     | –                  | Sieg                                                             |
| Silber   | –                  | 2. Platz                                                         |
| Bronze   | –                  | 3. Platz                                                         |
| Grün     | –                  | Platzierung in den Punkten                                       |
| Blau     | –                  | Klassifiziert außerhalb der Punkteränge                          |
| Violett  | DNF                | Rennen nicht beendet (did not finish)                            |
| Violett  | NC                 | nicht klassifiziert (not classified)                             |
| Rot      | DNQ                | nicht qualifiziert (did not qualify)                             |
| Rot      | DNPQ               | in Vorqualifikation gescheitert (did not pre-qualify)            |
| Schwarz  | DSQ                | disqualifiziert (disqualified)                                   |
| Weiß     | DNS                | nicht am Start (did not start)                                   |
| Weiß     | WD                 | zurückgezogen (withdrawn)                                        |
| Hellblau | PO                 | nur am Training teilgenommen (practiced only)                    |
| Hellblau | TD                 | Freitags-Testfahrer (test driver)                                |
| ohne     | DNP                | nicht am Training teilgenommen (did not practice)                |
| ohne     | INJ                | verletzt oder krank (injured)                                    |
| ohne     | EX                 | ausgeschlossen (excluded)                                        |
| ohne     | DNA                | nicht erschienen (did not arrive)                                |
| ohne     | C                  | Rennen abgesagt (cancelled)                                      |
| ohne     | keine WM-Teilnahme |                                                                  |
| sonstige | P/fett             | Pole-Position                                                    |
| sonstige | 1/2/3/4/5/6/7/8    | Punktplatzierung im Sprint-/Qualifikationsrennen                 |
| sonstige | SR/kursiv          | Schnellste Rennrunde                                             |
| sonstige | *                  | nicht im Ziel, aufgrund der zurückgelegten Distanz aber gewertet |
| sonstige | ()                 | Streichresultate                                                 |
| sonstige | unterstrichen      | Führender in der Gesamtwertung                                   |